# Johanna Langanger
Johanna Langanger (* 24. Februar 1935 in Sankt Lambrecht als Johanna Eichhübl; † 2. Februar 2025 in Dornbirn) war eine österreichische Politikerin (SPÖ) und von 1979 bis 1994 Abgeordnete zum Vorarlberger Landtag.

## Ausbildung und Beruf
Johanna Langanger besuchte nach der Volksschule St. Lamprecht die Hauptschule der Ursulinen in Klagenfurt. Sie absolvierte danach von 1949 bis 1952 eine Lehre als Einzelhandelskauffrau bei der Konsumgenossenschaft in Knittelfeld und bildete sich in der Folge berufsorientiert bei der Konsumgenossenschaft weiter. Sie war beruflich als Konsumangestellte in Sankt Lambrecht tätig und wurde in der Folge Abteilungsleiterin bzw. stellvertretende Filialleiterin im Textilbereich des Konsum Neumarkt in Steiermark. Zwischen 1960 und 1965 arbeitete sie als Filialleiterin des Konsums Murau, 1965 wechselte sie als Geschäftsführerin zur Firma Jakob Ritter nach Dornbirn. Sie war in dieser Position bis 1969 tätig und wurde im April 1961 Angestellte der SPÖ Vorarlberg. Sie war bis zu ihrer Pensionierung im Juli 1995 beruflich für die SPÖ Vorarlberg tätig und ab Oktober 1977 Landesfrauensekretärin.

## Politik und Funktionen
Langanger wurde nach ihrer Übersiedelung 1965 nach Vorarlberg politisch aktiv. Sie trat 1969 der SPÖ bei und wurde 1970 in den Stadtparteivorstand der SPÖ-Dornbirn gewählt. Bereits 1972 übernahm sie die Funktion der Stadtvorsitzenden der SPÖ-Frauen Dornbirn, wobei sie diese Funktion bis 1999 innehatte. Ab 1972 war sie auch Mitglied des SPÖ Bezirksparteivorstandes Dornbirn und Mitglied der Landesparteileitung. Zudem hatte sie bei den SPÖ-Frauen zwischen 1982 und 1989 das Amt der Bezirksvorsitzenden in Dornbirn sowie von 1976 bis 1995 das Amt der Landesvorsitzende inne. Sie war zudem ab 1976 Mitglied des Bundesfrauenkomitees. Auf Landesebene wirkte Langanger von 1974 bis 1995 zudem als Mitglied des Landesparteivorstandes, war von 1976 bis 1990 stellvertretende Landesparteivorsitzende sowie zeitweise Mitglied des Landesparteipräsidiums. Auf Bundesebene engagierte sie sich zwischen 1987 und 1995 als Mitglied des Bundesparteivorstandes, zudem war sie Mitglied der Frauenpolitischen Kommission der Bundes-SPÖ und stellvertretende Bundesvorsitzende der SPÖ-Frauen Österreichs.
In der Lokalpolitik wurde Langanger im Mai 1980 zu einem Ersatzmitglied der Stadtvertretung Dornbirn gewählt, wobei sie diese Funktion bis April 2005 innehatte. Sie war zudem Mitglied der Gewerkschaft der Privatangestellten und Mitglied des Landesvorstandes bzw. stellvertretende Vorsitzende der Kinderfreunde Vorarlberg. Zudem war sie Vizepräsidentin des ARBÖ Vorarlberg und Mitglied der Naturfreunde Dornbirn.
Als Abgeordnete des Wahlbezirkes Dornbirn vertrat sie die SPÖ vom 6. November 1979 bis zum 3. Oktober 1994 im Vorarlberger Landtag, wobei sie innerhalb des SPÖ-Landtagsklubs die Funktion der Bereichssprecherin für Soziales und Familie sowie Frauenfragen ausübte.

## Privates
Johanna Langanger wurde als Tochter des Werkmeisters Roman Eichhübl und dessen Gattin Rosalia Eichhübl geboren. Sie heiratete 1957 den Beamten Josef Langanger und wurde 1954 Mutter eines Sohnes.

## Auszeichnungen
- Ehrenvorsitzende der SPÖ-Frauen Vorarlbergs (1995)
- Ehrenvorsitzende der SPÖ-Frauen Dornbirn (1999)
- Bundes-Ehrenzeichen für besondere Verdienste in der Sozialdemokratie (1999)